# Universidad de Ontario Occidental
La Universidad de Ontario Occidental (University of Western Ontario) (UWO), también conocida como Western University u Western, es una universidad pública de investigación situada en London, Ontario, Canadá. El campus principal está situado en un terreno de 455 hectáreas (1.120 acres), rodeado de barrios residenciales y con el río Támesis atravesando la parte oriental del campus. La universidad cuenta con doce facultades y escuelas académicas. Es miembro de la U15, un grupo de universidades canadienses de investigación intensiva.
La universidad fue fundada el 7 de marzo de 1878 por el obispo Isaac Hellmuth, de la diócesis anglicana de Huron, con el nombre de Western University of London, Ontario[2], e incorporó el Huron College, fundado en 1863. Las cuatro primeras facultades fueron Filosofía y Letras, Teología, Derecho y Medicina. La universidad pasó a ser aconfesional en 1908. A partir de 1919, la universidad se afilió a varios colegios confesionales. La universidad creció sustancialmente en la época posterior a la Segunda Guerra Mundial, y se añadieron varias facultades y escuelas.
Western es una universidad mixta, con más de 24.000 estudiantes y más de 306.000 antiguos alumnos vivos en todo el mundo. Entre sus alumnos más destacados se encuentran funcionarios del gobierno, académicos, líderes empresariales, premios Nobel, Rhodes Scholars y distinguidos becarios. Los equipos universitarios de Western, conocidos como los Western Mustangs, compiten en la conferencia Ontario University Athletics de U Sports.

## Historia
La universidad fue fundada el 7 de marzo de 1878 por el obispo Isaac Hellmuth de la diócesis anglicana de Huron con el nombre de The Western University of London, Ontario y su primer rector fue el presidente del Tribunal Supremo Richard Martin Meredith. Incorporó el Huron College, que había sido fundado en 1863. Las cuatro primeras facultades fueron Artes, Divinidad, Derecho y Medicina (London Medical College). Al principio, cuando comenzaron las clases en 1881, sólo había 15 estudiantes.
Aunque la universidad se constituyó en 1878, no fue hasta el 20 de junio de 1881 cuando recibió el derecho a otorgar títulos en Artes, Divinidad y Medicina. En 1882, el nombre de la universidad pasó a ser The Western University and College of London, Ontario. La primera convocatoria de graduados se celebró el 27 de abril de 1883. Inicialmente afiliada a la Iglesia de Inglaterra, la universidad pasó a ser aconfesional en 1908.
En 1916 se compró a la familia Kingsmill el actual emplazamiento de la universidad. En el University College hay dos placas conmemorativas de la Primera Guerra Mundial. La primera enumera a los 19 estudiantes y graduados de la Universidad de Ontario Occidental que murieron; la segunda honra a los hombres del condado de Middlesex que murieron. Una tercera placa enumera a los que sirvieron en el hospital general canadiense nº 10 durante la Segunda Guerra Mundial, la unidad levantada y equipada por la UWO.
En 1923, la universidad pasó a llamarse The University of Western Ontario (Universidad de Ontario Occidental). Los dos primeros edificios construidos por el arquitecto John Moore and Co. en el nuevo emplazamiento fueron el Arts Building (actual University College) y el Natural Science Building (actual Physics and Astronomy Building). La torre del University College, uno de los rasgos más distintivos de la universidad, recibió el nombre de Middlesex Memorial Tower en honor de los hombres del condado de Middlesex que lucharon en la Primera Guerra Mundial.
A principios del siglo XX, varias instituciones se convirtieron en colegios universitarios afiliados a Western. En 1919, el Brescia College se estableció como afiliado católico romano de Western, mientras que el Assumption College firmó un acuerdo de afiliación con la universidad. Otras instituciones que se convirtieron en colegios afiliados de Western incluyen el Waterloo College of Arts en 1925, el St. Peter's College en 1939 y el King's College en 1945. El Waterloo College of Arts permaneció afiliado a Western hasta 1960, cuando la institución se reorganizó en la Wilfrid Laurier University; mientras que el Assumption College permaneció afiliado a Western hasta 1964, cuando se reorganizó en la Universidad de Windsor. Brescia, Huron y King's siguen afiliados a Western.
En el edificio de Física y Astronomía hay colgadas dos listas de honor conmemorativas de la Segunda Guerra Mundial: la primera enumera a los estudiantes y graduados de la UWO que sirvieron en la Segunda Guerra Mundial, y la segunda a los que sirvieron en el hospital general canadiense nº 10 durante la Segunda Guerra Mundial, la unidad creada y equipada por la UWO.
Aunque el número de matriculados fue relativamente pequeño durante muchos años, la universidad empezó a crecer después de la Segunda Guerra Mundial. En la posguerra se añadieron varias facultades, como la Facultad de Estudios de Posgrado en 1947, la Escuela de Administración de Empresas (actual Escuela de Negocios Ivey) en 1949, la Facultad de Ciencias de la Ingeniería (actual Facultad de Ingeniería) en 1957, la Facultad de Derecho en 1959, el Althouse College (actual Facultad de Educación) en 1963, y la Facultad de Música en 1968.
En 2012, la universidad se rebautizó como "Western University" para darle menos identidad regional o incluso nacional. "Queremos ser internacionales", declaró el Dr. Amit Chakma a The Globe and Mail. El nombre legal de la universidad, sin embargo, sigue siendo "The University of Western Ontario" y se utiliza en los expedientes académicos y diplomas.